# Ville Peltonen
Ville Sakari Peltonen (ur. 24 maja 1973 w Vantaa) – fiński hokeista, reprezentant Finlandii, czterokrotny olimpijczyk. Trener hokejowy.

## Kariera zawodnicza
- HIFK (1990-1995)
- HIFK (1992-1995)
- San Jose Sharks (1995-1997)
  -  Kansas City Blades (1995-1996)
  -  Kentucky Thoroughblades (1996-1997)
- Frölunda (1997-1998)
- Nashville Predators (1998-2001)
  -  Milwaukee Admirals (2000-2001)
- Jokerit (2001-2003)
- HC Lugano (2003-2006)
- Florida Panthers (2006-2009)
- Dynama Mińsk (2009-2010)
- HIFK (2010-2014)

Wychowanek klubu Kurra. Wieloletni zawodnik HIFK. Od 2010 ponownie i kapitan drużyny. Kontrakt z klubem przedłużał o rok w maju 2012 i w lipcu 2013. W marcu 2014 zapowiedział zakończenie kariery po sezonie Liiga (2013/2014).
Uczestniczył w turniejach zimowych igrzysk olimpijskich 1994, 1998, 2002, 2006 i 2010 (w 2010 był chorążym ekipy narodowej), Mistrzostw Świata 1994, 1995, 1996, 1997, 1998, 1999, 2000, 2003, 2004, 2005, 2006, 2007, 2008 oraz Pucharu Świata 1996, 2004.

## Kariera trenerska
- HIFK U20 (2014-2016), dyrektor szkolenia
- HIFK U20 (2015-2016), asystent trenera
- Reprezentacja Finlandii (2014-2016), asystent trenera
- SC Bern (2016-2018), asystent trenera
- SC Bern (2016-2018), asystent trenera
- Lausanne HC (2018-2020), główny trener
- Reprezentacja Niemiec (2020), konsultant
- HIFK (2021-)

W czerwcu 2014 został asystentem trenera reprezentacji Finlandii, Kariego Jalonena. Jednocześnie objął funkcję dyrektora szkoleniowego zespołu do lat 20 w macierzystym klubie HIFK. Był asystentem szkoleniowca Finlandii podczas turniejów MŚ seniorów edycji 2015, 2016. Potem był asystentem w sztabie SC Bern. W 2018 został głównym trenerem. W grudniu 2019 ogłoszono przedłużenie jego umowy o trzy lata. Pod koniec lutego 2020 został zwolniony. W maju 2021 podpisał trzyletni kontrakt trenerski z HIFK.

## Sukcesy

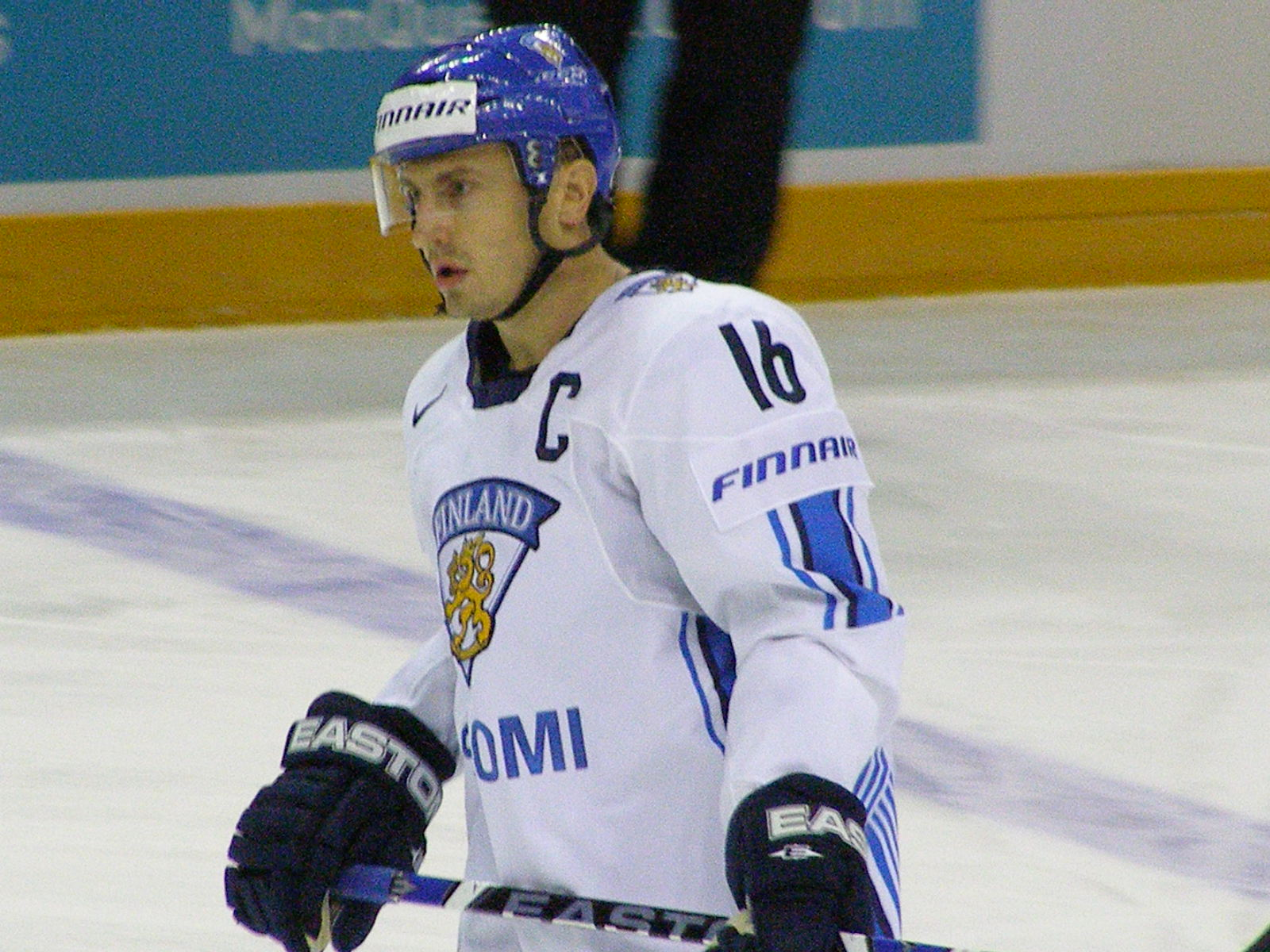
Ville Peltonen jako kapitan reprezentacji na MŚ 2008

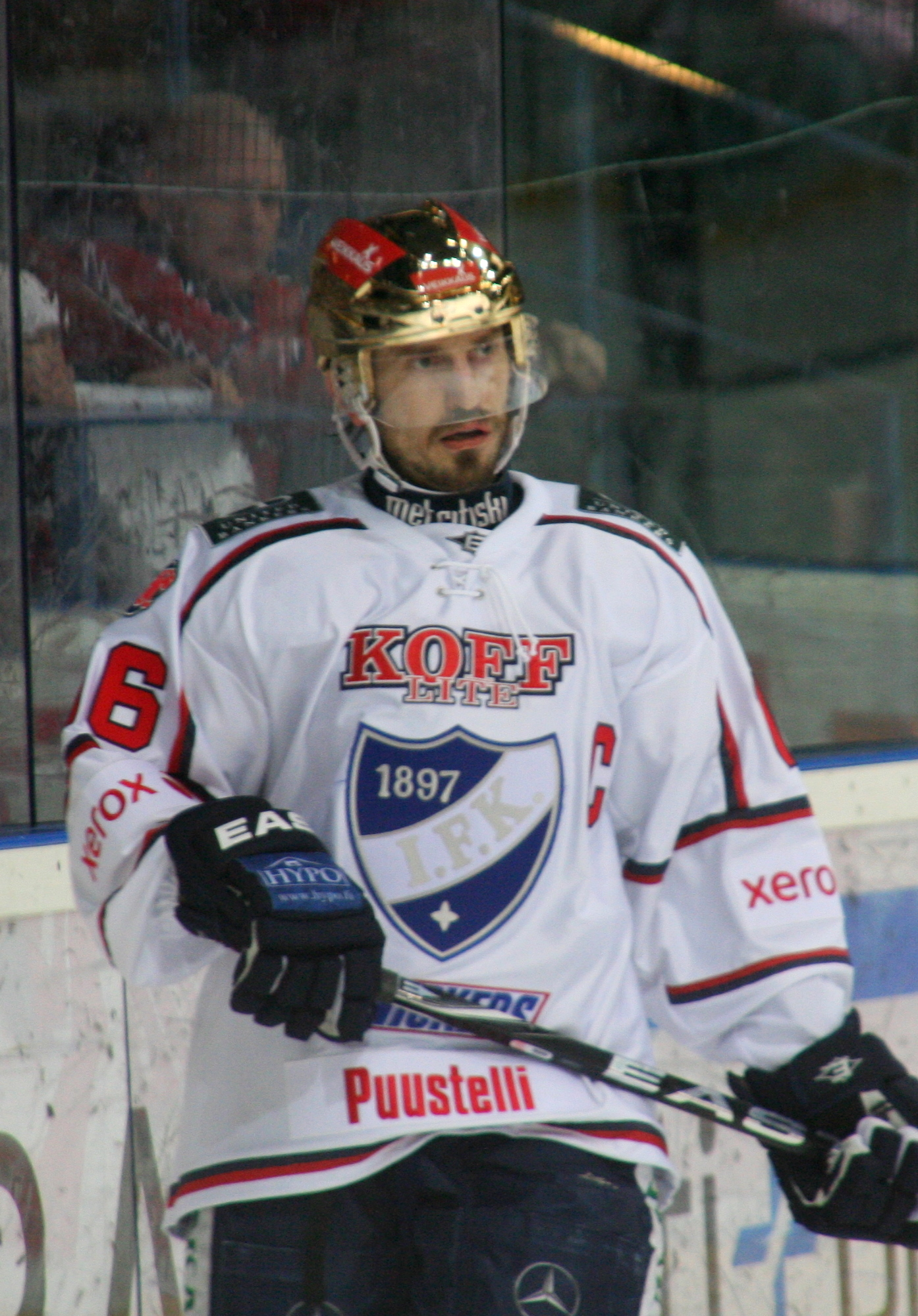
Ville Peltonen w barwach HIFK (2011)

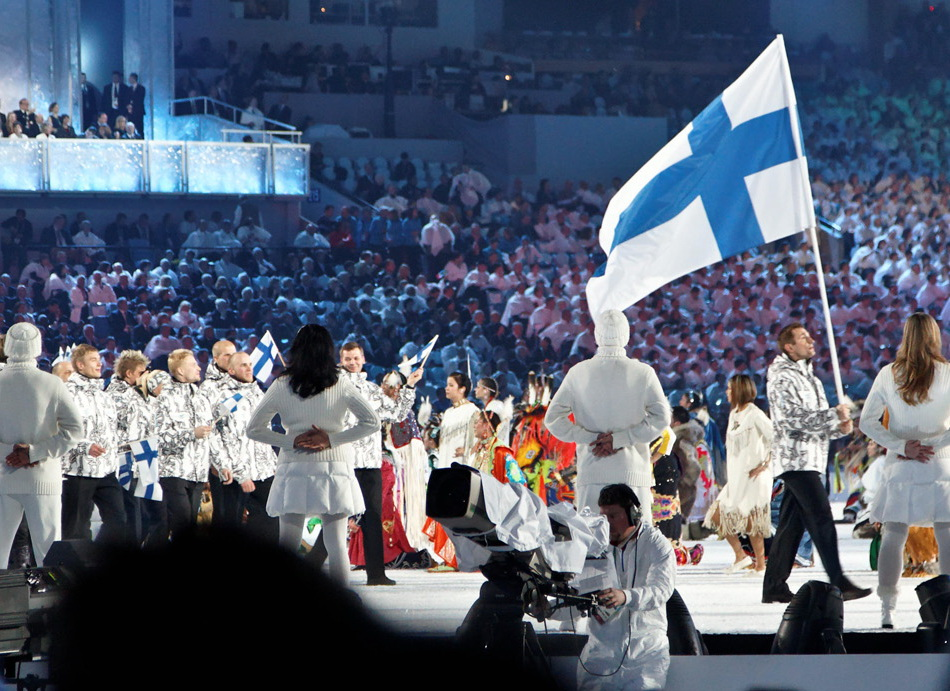
Ville Peltonen (niesie flagę) jako chorąży ekipy narodowej podczas ceremonii rozpoczęcia ZIO 2010

Reprezentacyjne
- Brązowy medal mistrzostw świata juniorów do lat 18: 1991
- Brązowy medal igrzysk olimpijskich: 1994, 1998, 2010
- Srebrny medal mistrzostw świata: 1994, 1998, 1999, 2007
- Złoty medal mistrzostw świata: 1995
- Brązowy medal mistrzostw świata: 2000, 2006, 2008
- Srebrny medal igrzysk olimpijskich: 2006

Klubowe
- Złoty medal mistrzostw Finlandii: 2002 z Jokeritem, 2011 z HIFK
- Złoty medal mistrzostw Szwajcarii: 2006 z Lugano

Indywidualne
- SM-liiga 1992/1993:
  - Najlepszy debiutant sezonu – Trofeum Jarmo Wasamy
- Elitserien 1997/1998:
  - Pierwsze miejsce w klasyfikacji kanadyjskiej: 51 punktów
- Mistrzostwa Świata w Hokeju na Lodzie 1995:
  - Klasyczny hat-trick w meczu finałowym Finlandia-Szwecja 4:1 (7 maja 1995)
  - Trzecie miejsce w klasyfikacji strzelców turnieju: 6 goli
  - Drugie miejsce w klasyfikacji kanadyjskiej turnieju: 11 punktów
  - Skład gwiazd turnieju
- Mistrzostwa Świata w Hokeju na Lodzie 1998:
  - Skład gwiazd turnieju
- Mistrzostwa Świata w Hokeju na Lodzie 2004:
  - Skład gwiazd turnieju
- SM-liiga 2002/2003:
  - Skład gwiazd
  - Najuczciwszy zawodnik / dżentelmen sezonu – Trofeum Raimo Kilpiö
- National League A 2003/2004:
  - Pierwsze miejsce w klasyfikacji kanadyjskiej: 72 punkty
  - Mecz Gwiazd
- National League A 2005/2006:
  - Pierwsze miejsce w klasyfikacji strzelców w fazie play-off: 12 goli
- KHL (2009/2010):
  - Mecz Gwiazd KHL
- SM-liiga (2010/2011):
  - Najlepszy zawodnik miesiąca - wrzesień 2010, luty 2011
  - Trzecie miejsce w klasyfikacji strzelców w sezonie zasadniczym: 28 goli[14]
  - Trzecie miejsce w klasyfikacji asystentów w sezonie zasadniczym: 37 asyst[15]
  - Drugie miejsce w klasyfikacji kanadyjskiej w sezonie zasadniczym: 65 punktów[16]
  - Najlepszy zawodnik w sezonie zasadniczym – Trofeum Lassego Oksanena
  - Najuczciwszy zawodnik sezonu – Trofeum Raimo Kilpiö
  - Najlepszy zawodnik (w głosowaniu graczy ligi) – Kultainen kypärä (Złoty Kask)
  - Skład gwiazd sezonu
- SM-liiga (2011/2012):
  - Drugie miejsce w klasyfikacji strzelców w sezonie zasadniczym: 24 gole[17]
  - Dziewiąte miejsce w klasyfikacji kanadyjskiej w sezonie zasadniczym: 48 punktów[18]
  - Trzecie miejsce w klasyfikacji +/- w sezonie zasadniczym: +28[19]

Wyróżnienie
- Galeria Sławy IIHF: 2016[20][21]